# Olimarabidopsis
Olimarabidopsis es un género de plantas fanerógamas de la familia Brassicaceae. Comprende 3 especies descritas y   aceptadas.

## Taxonomía
El género fue descrito por Al-Shehbaz, O'Kane & R.A.Price y publicado en Novon 9(3): 302. 1999.

## Especies aceptadas
A continuación se brinda un listado de las especies del género Olimarabidopsis aceptadas hasta septiembre de 2013, ordenadas alfabéticamente. Para cada una se indica el nombre binomial seguido del autor, abreviado según las convenciones y usos.
- Olimarabidopsis cabulica (Hook.f. & Thomson) Al-Shehbaz, O'Kane & R.A.Price
- Olimarabidopsis pumila (Celak.) Al-Shehbaz, O'Kane & R.A.Price
- Olimarabidopsis umbrosa (Botsch. & Vved.) Al-Shehbaz, O'Kane & R.A. Price